# Gary Ridgway
Gary Ridgway, född 18 februari 1949 i Salt Lake City i Utah, är en dömd amerikansk seriemördare från Seattle-området som erkände morden på 48 kvinnor år 2003. År 2011 erkände han sitt 49:e mord, vilket utökade hans straff med ännu en livstidsdom. Ridgway är en av de värsta seriemördarna i USA:s historia. Han kallas för The Green River Killer.

## Fallet
I början av 1980-talet började prostituerade på gatorna i Seattle och Tacoma att försvinna. Senare påträffades de döda, antingen vid floden Green River eller på andra platser. Alla offren hade strypts efter samlag och fått en liten sten i vaginan vilket skulle komma att bli mördarens kännetecken de närmaste åren. Polisen misstänkte att det kunde röra sig om ett tiotal offer med anledning av att många kvinnor hade hittats döda på liknande sätt under den gångna tiden.
Polisen blev mer och mer ivrig att fånga seriemördaren och bildade en utredningsgrupp vid namn "The Green River Task Force" för att få in så mycket information som möjligt om mördaren. På varje offer fanns alltid sprutfärg av olika färger så polisen misstänkte att mördaren jobbade som lackerare eller sprutmålare av bilar.
Mördaren skrev brev till lokala TV-stationer och beskrev i detalj vad han hade gjort med kvinnorna efter att de rapporterats döda i media.

## Gripandet
Under hela 1980-talet och till slutet av 90-talet hade polisen inga spår av seriemördaren och ett tag misstänkte de att det var den redan kände seriemördaren Ted Bundy som låg bakom morden. Detta avskrevs dock så småningom, även en annan man var gripen i mitten av 1980-talet för morden men detta spår avskrevs också. Men år 2001 hade DNA-tekniken gått så långt framåt att man kunde göra prover på sparad sperma som fanns i ett av offren.
När provet var klart kom ett namn upp, Gary Ridgway. Han hade varit misstänkt för morden tidigare men aldrig riktigt utretts; han greps 2001 utanför sitt jobb på Kenworth i Seattle, och gripandet var helt odramatiskt.

## Rättegång
Först år 2003 blev det dags för rättegång. Ridgway stod anklagad för sju mord på prostituerade men misstänktes i många fler fall. Polisen hade upptäckt att det fanns färgfragment på alla offer och Ridgway hade jobbat som sprutlackerare på ett bilföretag i Seattle under 30 års tid. Detta faktum och andra starka bevis gjorde att Ridgway gick mot ett säkert dödsstraff. Han gjorde en uppgörelse med åklagaren och erkände alla sju morden. Han erkände och visade exakta platser för morden på 41 andra kvinnor som hade hittats döda runt tiden för de sju andra morden.
Polisen misstänker att det kan vara så många som 70 kvinnor som har fallit offer för Ridgways våld. I slutet av 2003, efter att ha erkänt alla 48 morden dömdes han till livstidsfängelse utan hopp om benådning på 48 punkter, en för varje offer han erkänt att han mördat. I slutet av december 2010 hittades kvarlevor från en kvinna i en ravin i delstaten Washington. Kvarlevorna visade sig tillhöra en kvinna som mördades 1982. Den 18 februari 2011 erkände Ridgway detta mord, vilket ledde till att hans ådömdes sitt 49:e livstidsstraff.

## Profilering med hjälp av seriemördare
En som hjälpte polisen att få fram en profil av mördaren var den redan dömde seriemördaren Ted Bundy som frivilligt erbjöd polisen sina tjänster. Bundys teorier om Ridgways personlighet visade sig senare stämma överraskande bra. Polisen har efter det i flera liknande fall använt sig av dömda brottslingars kunskaper och i flera fall har det visat sig ha haft en avgörande betydelse för utredningen.